# Calosoma elegans manderstjernae
Calosoma (Callisthenes) elegans manderstjernae – podgatunek chrząszcza z rodziny biegaczowatych, podrodziny Carabinae i plemienia Carabini.
Takson ten został opisany w 1870 roku przez Ernsta von Balliona. Sandro Bruschi synonimizuje z nim podgatunki C. e. danilevskii i C. e. keminensis, podczas gdy baza Carbidae of the World uznaje je jako samodzielne podgatunki.
Krótkoskrzydły tęcznik o ciele długości od 25 do 35 mm. Wierzch dość krępego ciała jest ciemny ze słabym miedzianym lub niebieskim połyskiem. Tylne kąty przedplecza szeroko zaokrąglone.
Chrząszcz palearktyczny, znany z Kazachstanu (jeśli synonimizować z nim C. e. keminensis to także z Kirgistanu), gdzie występuje na terenie Ałatau Zailijskiego w północnym Tienszanie.